# Saab 32 Lansen
Le Saab 32 Lansen (Lance) était un avion multirôle conçu par la Suède au début des années 1950. Monoréacteur biplace avec des ailes en flèche, il a été décliné en trois versions principales et construit à 456 exemplaires. La majorité d'entre eux avaient été retirés du service à la fin des années 1970, mais certains furent cependant utilisés jusqu'à la fin des années 1990. Aucun Lansen n'a été exporté.

## Conception
Le Lansen répond à un cahier des charges pour un avion d'attaque capable d'atteindre n'importe quel point des côtes suédoises en une heure, de jour comme de nuit et par tous les temps. Après que la forme de l'aile eut été validée en la montant sur un Saab Safir, le premier prototype fit son vol inaugural le 3 novembre 1952. Il était propulsé par un réacteur Rolls-Royce Avon d'origine britannique, et d'une puissance de 2 270 kgp. En tout, quatre prototypes et une vingtaine d'avions de présérie furent construits.
La production commença en 1955 par la version A 32A d'attaque avec un réacteur Avon construit sous licence, fournissant une poussée de 3 460 kg (sans post-combustion). Elle se distinguait par la présence de deux quilles sous l'avant du fuselage, destinées à améliorer la stabilité horizontale. La première unité opérationnelle commença à être équipée en mai 1956. Le A 32A était armé de 4 canons de 20 mm et pouvait emporter des missiles anti-navires RB 04 auto-guidés, des roquettes, etc. Il était possible de monter un réservoir externe de 600 litres qui formait une bosse sous l'avant du fuselage. L'avionique comprenait un radar PS-431/A (conçu en France d'après un cahier des charges suédois, mais dont seul 1 avion sur 4 était équipé par mesure d'économie), un radar de navigation et un altimètre radar. 
Le prototype de la version J 32B, destinée à la chasse tout temps, fit son premier vol le 7 janvier 1957. Il était équipé de canons de 30 mm et pouvait emporter jusqu'à quatre missiles air-air AIM-9 Sidewinder. Son réacteur Avon Mk.43 construit sous licence était d'une puissance nettement supérieure, avec 6 500 kgf avec post-combustion et 4 800 kgf sans. Enfin, le radar était un PS-42A adapté à la nouvelle mission. Les livraisons commencèrent mi-1958.
La version S 32C de reconnaissance fut obtenue en remplaçant les canons du A 32A par 3 caméras, et en installant un radar PS-43/A plus puissant. Pour pouvoir loger tout cet équipement à l'avant du fuselage, les ingénieurs durent rajouter deux renflements sur les côtés, juste avant les entrées d'air, ce qui posa quelques problèmes aérodynamiques. Le prototype de cette version fit son vol inaugural le 26 mars 1957 et les livraisons commencèrent fin 1958.
Les J 32B furent progressivement retirés des unités de combat pendant la première moitié des années 1970. Quelques exemplaires furent alors modifiés de façon à pouvoir remorquer des cibles pour l'entraînement au tir. D'autres J 32B furent transformés en J 32E de guerre électronique : le radar de tir fut remplacé par un brouilleur qui, suivant sa version, pouvait travailler sur une certaine bande de fréquence. Des pods de brouillage pouvaient être emportés sous les ailes pour couvrir les autres fréquences, et des largueurs de leurres magnétiques furent installés.
De leur côté, les A 32A et S 32C furent retirés du service en 1978, tandis que les J 32D et J 32E restèrent en service jusqu'en 1997.

## Engagements
Le Saab 32 a été mis en service en 1956. Un tiers des avions ont été perdus dans des accidents où 100 membres d'équipage ont perdu la vie dont sept civils. Les accidents étaient causés par des problèmes techniques des avions, par le manque d'entraînement au vol de nuit et par le mauvais temps.

## Variantes
- A 32A - Version initiale (287 exemplaires)[3]
- J 32B - Version de chasse/interception (118 exemplaires)[3]
- S 32C - Version de reconnaissance (45 exemplaires)[3]
- J 32D - Version de remorquage de cibles (6 J 32B modifiés)[3]
- J 32E - Version de guerre électronique (14 J 32B modifiés)[3]

## Jeux vidéo
- Le J32B est jouable dans le jeu War Thunder ;
- Le A32A est jouable dans le jeu War Thunder.

## Utilisateurs

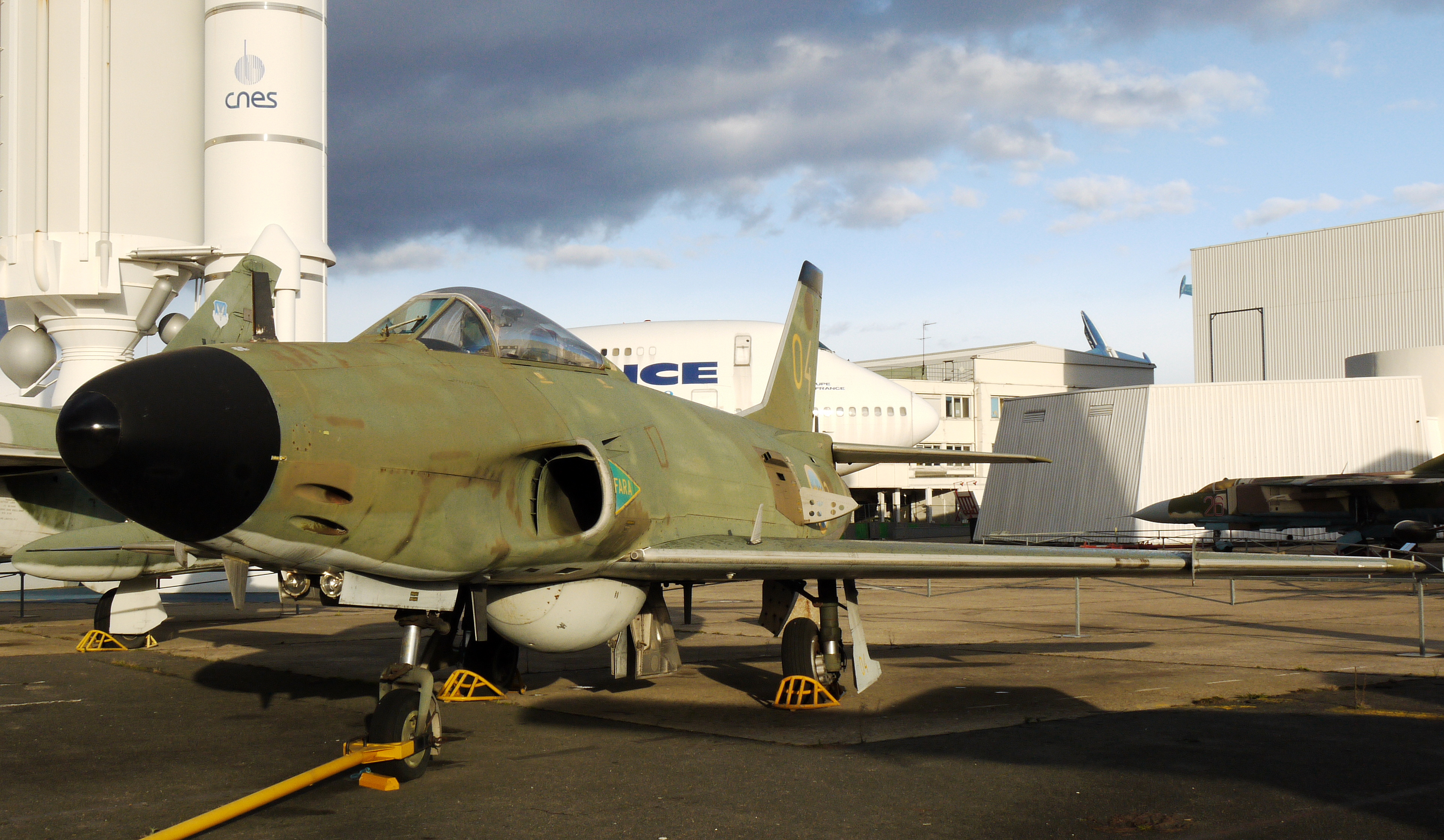
Exemplaire conservé au musée du Bourget

- Suède

### Aéronefs comparables
- Dassault Mystère
- Grumman F-9 Cougar
- Hawker Hunter
- McDonnell F3H Demon
- Republic F-84F Thunderstreak

### Ordre de désignation
18 - 21/21R - 29 - 32 - 35 - 37 - 39